# Commercy
Commercy és un municipi francès situat al departament del Mosa i la regió del Gran Est.